# Axelle Saint-Cirel
Axelle Saint-Cirel, née le 3 juin 1995, est une chanteuse lyrique mezzo-soprano française.
Elle se fait connaître du grand public en interprétant La Marseillaise à la cérémonie d'ouverture et de clôture des Jeux olympiques d'été de 2024.

## Biographie

### Enfance et formation
Née en 1995 en région parisienne de parents guadeloupéens, elle passe une partie de son enfance en Malaisie. De retour en France, elle intègre le conservatoire de Montbéliard. C'est là qu'elle se forme au chant lyrique.
En 2017, elle entre au Pôle Supérieur de Boulogne-Billancourt puis intègre en 2019 le Conservatoire National Supérieur de musique et de danse de Paris,.

### Carrière
En août 2022, elle obtient le prix Génération Opéra lors du 34e Concours international de chant de Marmande devant un jury composé d'une quinzaine de professionnels.
En février 2023, elle remporte la finale de la 5e édition du concours Voix des Outre-mer.
Elle participe ensuite comme Voix des Outre-mer à plusieurs émissions télévisées.
Le 1er juillet 2023, elle se produit avec l'association de musique amateur COGE à l'Auditorium de Radio France pour chanter, aux côtés de Margaux Poguet, le final de la deuxième symphonie de Mahler,.
Elle est sélectionnée par Opera for Peace pour son académie 2023. À cette occasion, @Sumi Jo, @Brian Jagde, @Etienne Dupuis, @Thomas Hampson et @Ailyn Perez transmettent leur connaissance de l’art et est désignée Emerging Artist 2024-2025.
Elle incarne les rôles de Carmen à l'Opéra d'Avignon, de Nicklausse dans l'opéra Les Contes d'Hoffmann donné en Martinique et à La Réunion avec les Voix des Outre-mer,,, et d'Anita dans une production de West Side Story par le conservatoire de Paris.

#### Cérémonie d'ouverture des Jeux Olympiques d'été 2024 et Parade des champions de Paris 2024
Le 26 juillet 2024, Axelle Saint-Cirel interprète La Marseillaise durant la cérémonie d'ouverture des Jeux olympiques d'été 2024, juchée sur le toit du Grand Palais, drapée des couleurs de la France dans une robe signée par la maison Dior. Cette performance historique, accompagnée d'une réorchestration moderne par Victor Le Masne est placée sous le symbole de la sororité en hommage aux femmes qui ont marqué l’histoire de la France. Durant ce tableau dix statues ont été dévoilées, représentant Alice Milliat, Gisèle Halimi, Simone de Beauvoir, Olympe de Gouges, Paulette Nardal, Jeanne Barret, Louise Michel, Christine de Pizan, Alice Guy et Simone Veil,.
Le 14 septembre 2024, la Parade des champions qui a lieu sur les Champs Elysées se conclue par une interprétation de l'hymne national français, La Marseillaise, par Axelle Saint-Cirel. La représentation a lieu avec l'Arc de Triomphe en toile de fond, tandis que la chanteuse mezzo-soprano, drapeau tricolore à la main, est accompagnée par l’orchestre sous la direction de Victor Le Masne. Cette interprétation marque la fin de l'événement, faisant écho à sa précédente représentation de l'hymne national lors de la cérémonie d'ouverture,.

### Œuvres caritatives
Axelle Saint-Cirel prend part au concert des Enfoirés 2025 au bénéfice des Restos du cœur.

## Distinctions
- Chevalière de l'ordre des Arts et des Lettres (2025)